# داریا کوبتس
داریا کوبتس (اوکراینی: Дарія Кобець؛ زادهٔ ۲۰۰۰ (۲۴–۲۵ سال)) ژیمناست ریتمیک اهل اوکراین است.